# Grauw rijpmos
Grauw rijpmos (Physconia grisea) is een korstmossoort uit de familie Physciaceae. 

## Determinatie
Grauw rijpmos is een bladvormig korstmos. Het thallus is aan de buitenkant rond, grijs tot grijsbruin van kleur en vooral aan de uiteinden van de lobben witachtig begrijpt. Het haalt een diameter van 8 cm. De lobben zijn tot 3 mm breed. De meer centrale delen van het thallus zijn vaak erg soredieus bij oudere exemplaren. Apotheciën komen soms voor en hebben een diameter tot 2 mm. De kleur hiervan is bruin tot zwart met grijze berijping en een rand in de thalluskleur. Ze zijn plat of concaaf en bedekt met soralen maar geen isidiën. De sporenmaat is 23–25 × 14–17 μm.

### Gelijkende taxa
Grauw rijpmos is te verwarren met donker rijpmos (Physconia enteroxantha), maar bij grauw rijpmos zijn de rhizinen aan het einde penseelachtig vertakt en bij donker rijpmos zijn deze flesvormig vertakt.

## Ecologie
Grauw rijpmos leeft vooral epifytisch maar ook epilitisch. Op bomen heeft het de voorkeur voor boomsoorten met een basische, eutrofe schors, dat meestal ook geëutrofieerd is. Op steen heeft het voorkeur voor een basisch gesteente, zoals cement, beton, baksteen en kalksteen van palen en muren. 

## Verspreiding
Grauw rijpmos komt veel voor in Zuid- en Midden-Europa (maar is afwezig in de hogere, vochtigere lage bergketens) en het noordelijkst tot het zuiden van Zweden. In Nederland is het een algemene soort. Het staat niet op de Nederlandse Rode Lijst en is niet bedreigd. Het minst komt de soort voor in Oost-Brabant, Flevoland en op de Veluwe.